# むく犬ディグビー
『むく犬ディグビー』（Digby, the Biggest Dog in the World）は、1973年のイギリスのファンタジーコメディ映画。ジム・デイル、スパイク・ミリガン、アンジェラ・ダグラス、リチャード・ボーモント、ディンズデイル・ランデン出演。テッド・キーの『The Biggest Dog in the World』が原作である。
建築塗料のブランドデュラックスのマスコットで、1961年から世界中の広告で起用し人気を博していた、オールド・イングリッシュ・シープドッグのファーンヴィル・ロード・ディグビーがタイトルキャラクターを演じる。

## ストーリー
ビリー・ホワイト少年は、犬の保護施設にいたオールド・イングリッシュ・シープドッグに惹かれ毎日通い、遂に犬を売ってほしいとマネージャーに頼む。ビリーに父親がいないことに同情したマネージャーは、富豪婦人との先約を蹴り、彼に犬を譲った。ビリーは犬にディグビーと名付け、家路につく。
NATOの研究所では、所長のジェームソン博士と警備主任のマスターズ大佐が精神医学の世界的権威のハルツ博士を迎える最中、動物心理学が専門で動物好きの研究員 ジェフ・エルドンはチンパンジーのクラリッサと戯れる。ビリーの母ジャニーヌはジェフの同僚で、ジェフとマスターズ大佐は彼女に好意を寄せており、大佐はジェフを目の敵にしていた。そこにマスターズ大佐の上官であるフランク将軍が来所し、ジェームソン博士と開発を担当するライバート教授は最重要課題の植物成長促進剤の成果を発表する。開発の結果、成長促進剤で植物の成長を大幅に早めることに成功したが、同時に植物の巨大化という問題も発生したことを報告し、現在植物の成長を止める薬品も開発中だと伝えるが、ハルツ博士はそれに懸念を示す。
成長促進剤の効果を見たジェフは、自宅の薔薇を巨大化させたいという好奇心から、研究室の容器から少量を拝借する。ビリーは犬嫌いの祖父にディグビーを家から追い出すよう言われ、世話をしてくれそうなジェフへ一時的に託すため、彼の家の前にディグビーを連れていく。ジェフは一匹で佇むディグビーを見つけ、飼うことを決める。ディグビーと自宅に入ったジェフが、拝借した成長促進剤を水で溶いていると、犬を預かってくれたことへのお礼を言いに来たジャニーヌが訪ねてきた。彼女にお菓子を出すため、ジェフがテーブルに置いた促進剤から目を離したとき、それを牛乳だと思ったジャニーヌがディグビーに与えてしまう。ディグビーが飲み終え、彼女が牛乳を注いで再び与えようとしているのを見て、ジェフは慌てて止める。ジャニーヌを食事に誘おうとして余計なことを話し失敗したジェフは、成長促進剤をディグビーが飲み干し、牛乳に変わっていることを知らずに庭の薔薇へ撒く。その頃、ハルツ博士はジェフの隣家だと知らずに売買契約を終え、騒がしい彼を発見した博士は選択を誤ったと頭を抱える。
翌日、大きさが倍になっているディグビーを見たジェフは、成長促進剤をディグビーが飲んだと確信する。研究所ではマスターズ大佐らが促進剤の盗難に気付き、内部のスパイの仕業として疑っていた。出勤したジェフは、ジャニーヌから家で犬を飼うことを彼女の父でビリーの祖父が認めてくれたことを伝えられる。だんだんと巨大化していくディグビーを隠しながら世話していたジェフだが、ビリーがディグビーを迎えに来たため、ごまかすために適当な言い訳をしたり持っていたドッグフードを食べたりして、ビリーを帰らせる。ドッグフードを食べているジェフを見たハルツ博士は、彼が自分を犬だと思っていると確信を抱き、ジェームソン博士とマスターズ大佐に意見する。自宅での世話に限界を感じたジェフは、田舎のおばさんの家へ匿うため、ディグビーを馬に偽装し連れ出す。それを見た元サーカス団員のトムとジェリーの2人は、サーカスにディグビーを巨大犬として売って一攫千金を得るため、ジェフから盗もうと画策する。

## キャスト
| 役名                   | 俳優                     | 日本語吹替 | 日本語吹替   |
| 役名                   | 俳優                     | VHS版      | テレビ東京版 |
| ---------------------- | ------------------------ | ---------- | ------------ |
| ジェフ・エルドン       | ジム・デイル             | 青野武     | 江原正士     |
| ハルツ博士             | スパイク・ミリガン       | 上田敏也   |              |
| ジャニーヌ             | アンジェラ・ダグラス     | 高島雅羅   | 宗形智子     |
| ビリー・ホワイト       | リチャード・ボーモント   | 小宮和枝   | 坂本千夏     |
| マスターズ大佐         | ディンズデイル・ランデン | 江原正士   | 青野武       |
| ジェリー               | ジョン・ブラサル         |            |              |
| トム                   | ノーマン・ロシントン     | 山下啓介   |              |
| ジェームソン博士       | ミロ・オーシャ           | 石井敏郎   | 西村知道     |
| ロジャーソン団長       | ガーフィールド・モーガン | 石井敏郎   |              |
| ライバート教授         | ヴィクター・スピネッティ | 喜多川拓郎 |              |
| サーカス演技主任       | ハリー・トウブ           | 稲葉実     |              |
| フランク将軍           | ケネス・J・ウォーレン    | 広瀬正志   | 島香裕       |
| グレート・マンジーニ   | ボブ・トッド             | 上田敏也   |              |
| イナおばさん           | モリー・アークハート     |            |              |
| 犬保護施設マネージャー | ヴィクター・マダーン     |            |              |

テレビ東京版：初回放送1990年12月26日『2時のロードショー』

## スタッフ
- 監督 - ジョセフ・マクグラス（英語版）
- 脚本 - マイケル・パートウィー（英語版）
- 原案 - チャールズ・アイザックス
- 原作 - テッド・キー（英語版）
- 製作 - ウォルター・シェンソン（英語版）
- 製作総指揮 - アーウィン・マーガリーズ
- 撮影監督 - ハリー・ワックスマン（英語版）, B.S.C.
- 編集 - ジム・コノック（英語版）
- 音楽 - エドウィン・アストリー（英語版）
- 主題歌 - 『ディグビー』 歌 - ルイーザ・ジェーン・ホワイト、作詞 - リリー＆レスリー・サンダーソン、作曲 - エドウィン・アストリー

### 日本語版スタッフ

#### VHS版
- 日本語字幕 - 岡枝慎二
- 吹替翻訳 - たかしまちせこ
- 吹替演出 - 田島荘三
- 吹替製作 - コスモプロモーション

#### テレビ東京版
- 翻訳 - 安西敬
- 演出 - 松川陸
- 音効 - 猪飼和彦
- 調整 - 金谷和美
- スタジオ - ニュージャパンスタジオ
- 担当 - 井村恵樹（千代田プロダクション）